# Comtat de Girona
El Comtat de Girona fou un dels comtats catalans que es constituí després de la conquesta franca en el territori de la Gòtia, que alguns cronistes francs del segle ix denominaren Marca Hispànica. Es constituí l'any 785 i va ser governat pels comtes de Girona, que molt sovint foren també comtes de Barcelona.

## Orígens
Els orígens del comtat es troben en la reorganització del territori que es dugué a terme per part del poder carolingi després que el 785 la ciutat de Girona es rebel·lés contra el domini àrab i es lliurés als francs; aleshores, fou nomenat comte de Girona un noble d'origen got de nom Rostany. Aquest primitiu comtat de Girona anava des de la mar Mediterrània fins al Montseny i la Tordera per la banda de ponent i les muntanyes d'Osona o les Guilleries per nord-oest, incloent-hi els pagi de Besalú i Empúries.

## Els comtes francs

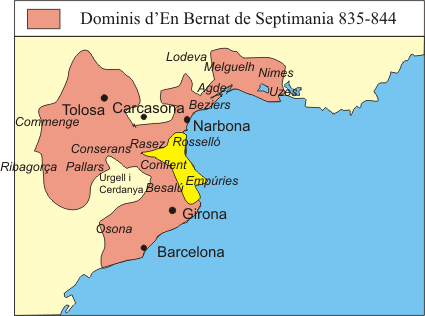

Després de Rostany, fou comte de Girona Odiló, a partir del 801 o potser el 811. Cap al 813 o abans, el pagus d'Empúries es va separar de Girona convertint-se en comtat sota el govern del comte Ermenguer. El 817, el comtat de Girona, juntament amb el de Narbona, el de Rosselló, el de Barcelona i el d'Empúries, va integrar-se dins de la Marca de Septimània. Mort Odiló (cap al 812 o el 817), el comte Berà I de Barcelona fou nomenat també comte de Girona; el 820, Berà fou destituït de tots els seus càrrecs per Lluís el Pietós; aleshores, el comtat de Girona, juntament amb el de Barcelona, passà a Rampó (820-825), i a la seva mort, a Bernat de Septimània, el qual fou destituït per Lluís el Pietós el 832. Aleshores, tots els comtats situats al sud del Pirineu, amb l'excepció del comtat d'Urgell i del de Cerdanya, quedaren sota domini de Berenguer de Tolosa; a la seva mort (835), Bernat de Septimània recuperà el poder sent nomenat comte de Tolosa, Narbona, Girona i Barcelona.
El 844, a causa de la seva rebel·lió contra Carles el Calb, Bernat de Septimània fou executat a Tolosa; aleshores, el comtat de Girona passà a Sunifred d'Urgell-Cerdanya, que també havia estat nomenat comte de Barcelona. Després que el 848 Sunifred fos assassinat per homes lleials a Guillem de Septimània, fill de Bernat de Septimània, el comtat de Girona fou governat per un comte anomenat Guifré, que el degué regir des del 848 fins al 853. Segons sembla, entre els anys 862 i 870, el comte de Girona fou Otger; l'any 870, Carles el Calb investí comte de Girona Bernat de Gòtia, també comte de Barcelona, Rosselló i Narbona. Destituït Bernat de Gòtia per la seva revolta, el 878, Lluís el Tartamut concedí el comtat de Girona a Guifré el Pilós. D'ençà d'aleshores, el comtat de Girona va estar sempre unit al de Barcelona.

## La separació de Besalú
El pagus de Besalú havia format part del comtat de Girona fins que Guifré el Pilós nomenà el seu germà Radulf, comte de Besalú, amb la condició que, a la seva mort, el comtat passaria als descendents de Guifré I.
El comte Sunyer I de Barcelona, Girona i Osona, fill de Guifré el Pilós, hagué d'enfrontar-se al seu germà el comte Miró II de Cerdanya qui, com a fill supervivent més gran, pretenia obtenir l'herència Barcelona; la disputa va resoldre's amb un acord pel qual Sunyer obtenia el reconeixement de Miró, a canvi de cedir-li el Ripollès, inclòs fins llavors dins del comtat d'Osona. Els conflictes entre els dos germans reaparegueren no gaire més tard; en una data incerta -entre 913 i 920-, va morir el comte Radulf I de Besalú, germà de Guifré el Pilós; aleshores, Miró, pressionant amb els seus drets sobre Barcelona, Girona i Osona, va imposar-se, i Besalú, tot i haver estat tradicionalment un pagus del comtat de Girona, fou vinculat al comtat de Cerdanya.
Després de la separació de Besalú, el comtat de Girona quedà configurat pel límit amb el comtat d'Empúries, per sota de Banyoles i el castell de Finestres, cap a les Guilleries, sense la Plana d'en Bas, i, per l'actual límit del bisbat de Vic (pels límits de Susqueda, Osor, Sant Hilari Sacalm, Joanet i Espinelves) fins al coll de Sant Marçal, pels límits d'Arbúcies i del castell de Montsoriu, amb Breda, Hostalric, Tordera i el castell de Montpalau i amb llurs parròquies fins a Arenys de Mar.

## Evolució del comtat
Malgrat estar unit sempre al comtat de Barcelona des de finals del segle ix, el comtat de Girona tingué una entitat pròpia visible en l'existència de vescomtes de Girona i en l'encunyació de moneda pròpia. L'expressió «comtat de Girona» es mantingué viva fins al segle xiii, quan fou substituïda per l'administrativa de «vegueria de Girona».
El 1351, Pere el Cerimoniós creà un nou títol sobre la ciutat i la regió de Girona, el de duc de Girona, sense cap relació, però, amb l'històric comtat de Girona.